# Винденис
Винденис (на албански: Vendenisi) е археологически обект в североизточната част на Косово, в община Подуево. Намира се в покрайнините на село Глъмник и на 5 km югоизточно от град Подуево. Разположено в историческата област и някогашна римска провинция Дардания, Винденис е представлявало селище и пътна станция покрай древния римски диагонален път, свързвал Лежа и Ниш като тази отсечка е част от по-голямата пътна артерия между централната част на Балканите и адриатическото крайбрежие.
Селището заедно с прилежащата пътна станция се е намирало на десния бряг на река Лаб на площ около 15-20 ха като проучванията сочат, че тук е бил разположен и военен гарнизон.
През 80-те години на XX в. (по-конкретно 1980-1986 г.) се провеждат систематични археологически разкопки на това място и при все, че се изследва само една малка част от периметъра (534 m²), находките са впечатляващи. Разкрити са останки от жилища, изградени от камък, тухли, керемиди и хоросан, най-забележителният елемент от които са подовите настилки украсени с мозайки с геометрични фигури и с изображение на Орфей с арфа, заобиколен от омаяни от музиката му диви зверове. Тази великолепно направена мозайка днес се съхранява в Националния музей на Белград.
В гробището на селището е открит тежък саркофаг от бял мрамор с размери 2.15 x 0.98 x 0.80 m, очевидно предназначен за високопоставена личност. Предполага се, че саркофагът заедно с неговия капак тежат около 3 тона.  Намерени са също съдове, римски монети и други предмети. Специално постройката, в която се е помещавал римският гарнизон, е с размери 150 x 150 m и с дебелина на стените около 5 m. Очертанията на сградите са изследвани в периода 2008-2011 г. чрез геофизични и геомагнитни измервания. Очевидно селището е обитавано през целия римски период и късната Античност.